# Lasioglossum mestrei
Lasioglossum mestrei là một loài Hymenoptera trong họ Halictidae. Loài này được Baker mô tả khoa học năm 1906.

## Hình ảnh

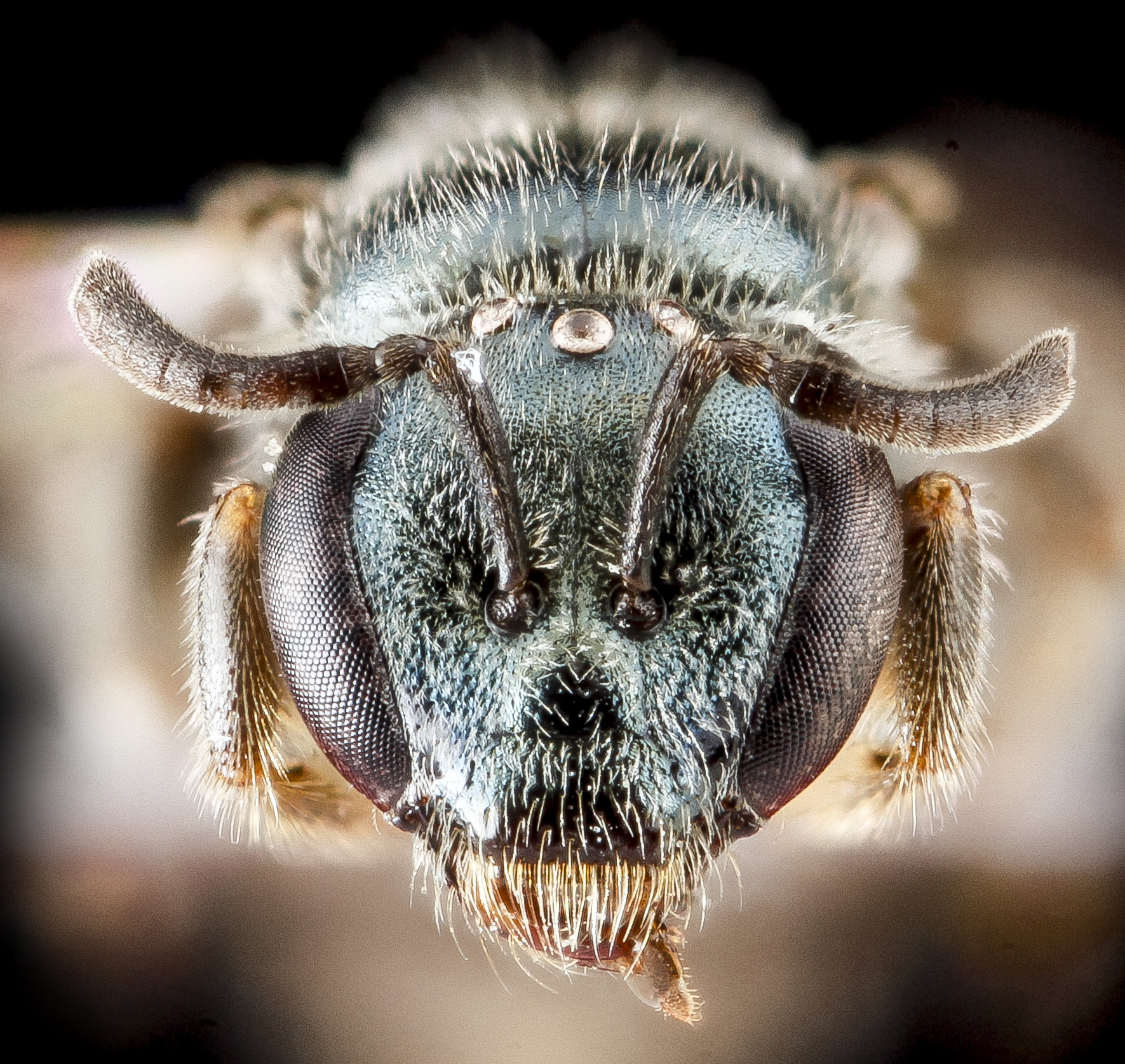